# کاتارینا بارلی
کاتارینا بارلی (آلمانی: Katarina Barley؛ زادهٔ ۱۹ نوامبر ۱۹۶۸) یک سیاست‌مدار اهل آلمان است.